# Alchemilla cavillieri
Alchemilla cavillieri é uma espécie de rosácea do gênero Alchemilla, pertencente à família Rosaceae.